# Schermen op de Olympische Zomerspelen 2012 – degen vrouwen team
Degen vrouwen team is een van de disciplines binnen het onderdeel schermen op de Olympische Zomerspelen 2012. De competitie werd gehouden in het ExCeL Centre in Londen op 4 augustus 2012. In totaal namen er 8 landen aan dit onderdeel deel.

## Formule
Er wordt geschermd met rechtstreekse uitschakeling. De eerste ronde (kwartfinale) is een tabel van 8, waarbij elk land schermt. Er wordt geschermd om een derde plaats.

## Deelnemende landen
| Land      | Deelnemers                                                               |
| --------- | ------------------------------------------------------------------------ |
| China     | Li Na Sun Yujie Luo Xiaojuan Xu Anqi                                     |
| Duitsland | Imke Duplitzer Monika Sozanska Britta Heidemann Ricarda Multerer         |
| Italië    | Bianca Del Carretto Mara Navarria Rossella Fiamingo Nathalie Moellhausen |
| Oekraïne  | Olena Kryvytska Kseniya Pantelyeyeva Jana Sjemjakina Anfisa Potsjkalova  |

| Land             | Deelnemers                                                           |
| ---------------- | -------------------------------------------------------------------- |
| Roemenië         | Ana Maria Branza Simona Gherman Loredana Dinu Anca Maroiu            |
| Rusland          | Violetta Kolobova Ljoebov Sjoetova Larisa Korobejnikova Anna Sivkova |
| Verenigde Staten | Courtney Hurley Susie Scanlan Maya Lawrence Kelley Hurley            |
| Zuid-Korea       | Choi In-jeong Shin A-lam Jung Hyo-jung Eun Sook Choi                 |

## Uitschakeling
|  | kwartfinale      | kwartfinale      |            |    | halve finale | halve finale     |    |  | finale | finale |
|  |                  |                  |            |    |              |                  |    |  |        |        |
|  |                  |                  |            |    |              |                  |    |  |        |        |
|  |                  |                  |            |    |              |                  |    |  |        |        |
|  | Roemenië         | 38               |            |    |              |                  |    |  |        |        |
|  | Roemenië         | 38               |            |    |              |                  |    |  |        |        |
|  | Zuid-Korea       | 45               |            |    |              |                  |    |  |        |        |
|  | Zuid-Korea       | 45               | Zuid-Korea | 45 |              |                  |    |  |        |        |
|  |                  |                  | Zuid-Korea | 45 |              |                  |    |  |        |        |
|  |                  | Verenigde Staten | 36         |    |              |                  |    |  |        |        |
|  | Verenigde Staten | Verenigde Staten | 36         | 45 |              |                  |    |  |        |        |
|  | Verenigde Staten |                  |            | 45 |              |                  |    |  |        |        |
|  | Italië           | 35               |            |    |              |                  |    |  |        |        |
|  | Italië           | 35               | Zuid-Korea | 25 |              |                  |    |  |        |        |
|  |                  |                  | Zuid-Korea | 25 |              |                  |    |  |        |        |
|  |                  | China            | 39         |    |              |                  |    |  |        |        |
|  | China            | China            | 39         | 45 |              |                  |    |  |        |        |
|  | China            |                  |            | 45 |              |                  |    |  |        |        |
|  | Duitsland        | 42               |            |    |              |                  |    |  |        |        |
|  | Duitsland        | 42               | China      | 20 | derde plaats | derde plaats     |    |  |        |        |
|  |                  |                  | China      | 20 | derde plaats | derde plaats     |    |  |        |        |
|  |                  | Rusland          | 19         |    |              |                  |    |  |        |        |
|  | Oekraïne         | Rusland          | 19         | 34 |              |                  |    |  |        |        |
|  | Oekraïne         |                  |            |    |              | Verenigde Staten | 31 |  |        |        |
|  | Rusland          | 45               |            |    |              | Verenigde Staten | 31 |  |        |        |
|  | Rusland          | 45               | Rusland    | 30 |              |                  |    |  |        |        |
|  |                  |                  | Rusland    | 30 |              |                  |    |  |        |        |

### Plaatsen 5-8
|  | Plaatsen 5-8 | Plaatsen 5-8 |    |        | Plaatsen 5-6 | Plaatsen 5-6 |
|  |              |              |    |        |              |              |
|  |              |              |    |        |              |              |
|  | Roemenië     | 45           |    |        |              |              |
|  | Italië       | 38           |    |        |              |              |
|  |              |              |    |        |              |              |
|  |              |              |    |        |              |              |
|  |              |              |    |        | Roemenië     | 36           |
|  |              | Duitsland    | 45 |        |              |              |
|  |              |              |    |        |              |              |
|  |              |              |    |        | Plaatsen 7-8 |              |
|  |              |              |    |        |              |              |
|  | Duitsland    | 45           |    | Italië | 45           |              |
|  | Oekraïne     | 36           |    |        | Oekraïne     | 40           |

## Eindrangschikking
| Plaats | Land             | Deelnemers                                                               |
| ------ | ---------------- | ------------------------------------------------------------------------ |
| 1.     | China            | Li Na Sun Yujie Luo Xiaojuan Anqi Xu                                     |
| 2.     | Zuid-Korea       | Choi In-jeong Shin A-lam Jung Hyo-jung Eun Sook Choi                     |
| 3.     | Verenigde Staten | Courtney Hurley Susie Scanlan Maya Lawrence Kelley Hurley                |
| 4.     | Rusland          | Violetta Kolobova Ljoebov Sjoetova Larisa Korobejnikova Anna Sivkova     |
| 5.     | Duitsland        | Imke Duplitzer Monika Sozanska Britta Heidemann Ricarda Multerer         |
| 6.     | Roemenië         | Ana Maria Branza Simona Gherman Loredana Dinu Anca Maroiu                |
| 7.     | Italië           | Bianca Del Carretto Mara Navarria Rossella Fiamingo Nathalie Moellhausen |
| 8.     | Oekraïne         | Olena Kryvytska Kseniya Pantelyeyeva Jana Sjemjakina Anfisa Potsjkalova  |